# Santa Fe de Nuevo México

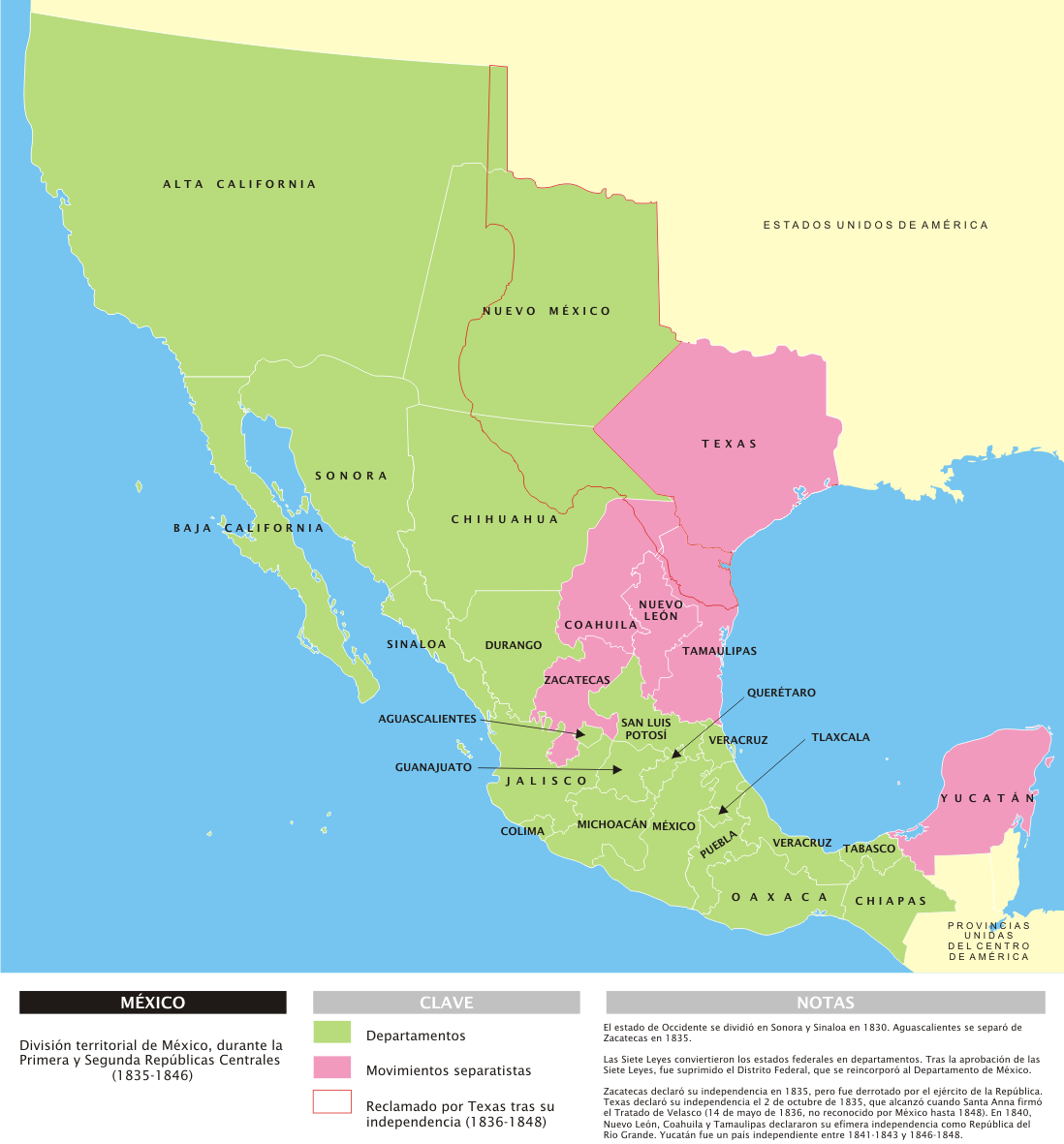
teritoriální rozdělení Mexika mezi první a druhou republikou – červeně označeny území se separatistickými tendencemi, červenou linkou označeno sporné území po odtržení Texasu

Santa Fe de Nuevo México jako součást Mexika v roce 1824

Santa Fe de Nuevo México (zkráceně pouze Nuevo México, Nové Mexiko) byla jedna z provincií Nového Španělska a od roku 1821 provincií nezávislého Mexika. Existovala od konce 16. století do poloviny 19. století. Rozkládala v horní části údolí řeky Rio Grande a zahrnovala většinu dnešního státu Nové Mexiko. Teoreticky se její hranice v průběhu času měnily (zasahovala až na území dnešního západního Texasu, jih Colorada, jihozápad Kansasu a severozápad Oklahomy, prakticky se však téměř všechna významná města a osady ležela v blízkosti správního centra Santa Fe.
Roku 1836 se část území ležící na východ od řeky Rio Grande stala předmětem teritoriálního sporu mezi Mexikem a vzbouřeneckou Texaskou republikou. O devět let později byla Texaská republika sahající až k řece Rio Grande připojena ke Spojeným státům americkým. Zbytek území Santa Fe de Nuevo México (západně od řeky) přešel v roce 1848 společně s Horní Kalifornií pod svrchovanost Spojených států amerických po mexicko-americké válce a podepsání smlouvy z Guadalupe Hidalgo.